# 富士市コミュニティバス
富士市コミュニティバス（ふじしコミュニティバス）は、静岡県富士市内を運行しているコミュニティバスである。なお、同市内のデマンドタクシーについてもここで説明する。

## 概要
富士市は、「富士市地域公共交通総合連携計画」において、公共交通を社会的なインフラと位置づけ、複数の交通手段を状況に応じて選択できる、バランスの取れた都市交通体系を実現するため、公共交通の充実を図るものとしている。その中で、コミュニティバス・デマンドタクシーは、JR・岳南電車・路線バスが広域連携機能・都市圏連携機能・地域連携機能を担うのに対し、地域内ネットワーク機能を担うものとしている。

## 運行経費
公共交通の利便性が低い地域において市が運行するコミュニティバス等の運行経費は、運賃でカバーできない場合には、市と地域が協力して負担し、運行経費の2/3を市の負担、残りの1/3を運賃収入、広告収入及び協賛金（地元負担）にて賄うものとしている。

## 沿革
- 1999年10月1日 「ひまわり」（後に「ひまわりバス」となる）運行開始
- 2007年4月 「しおかぜ」運行開始
- 2008年
  - 1月7日 「ナイトシャトル」運行開始
  - 10月1日 「みなバス」、「こうめ」運行開始
- 2009年
  - 10月1日 「しおかぜ」ルート・ダイヤ改正、「みなバス」ダイヤ改正
  - 11月2日 「おかバス」、「こぶし」実証運行開始
  - 12月1日 「Cバス」実証運行開始
- 2010年
  - 5月6日 「ひまわりバス」富士駅循環及び吉原中央駅循環のルート・運賃改正
  - 11月1日 「うるおい」実証運行開始、「おかバス」ルート・ダイヤ・運賃改正
  - 12月1日 「ほたる」、「かぐや」実証運行開始、「Cバス」ダイヤ改正
- 2011年
  - 2月14日 「こうめ」ルート・ダイヤ改正
  - 6月15日 - 7月14日 「東田子アクセスバス」実験運行実施
  - 7月1日 - 9月30日 「乗り継ぎ割引券」と「１日乗車券」の実証実験を実施
  - 10月1日 「こうめ」ルート・ダイヤ改正、「ほたる」及び「かぐや」の停車場統合
  - 10月31日 「おかバス」実証運行終了
  - 11月1日 「うるおい」ダイヤ改正、「おかタク」運行開始
  - 11月1日 - 2012年1月31日 「東田子アクセスバス」実験運行実施
  - 12月1日 「みなバス」ルート・ダイヤ改正
- 2012年
  - 5月7日 「Cバス」ルート・ダイヤ改正
  - 6月1日 「モーニングシャトル」運行開始
  - 6月1日 - 10月31日 「東田子の浦駅 - 岳南江尾駅シャトルバス」実験運行実施
- 2013年
  - 4月1日 - 2014年3月31日 「東田子アクセスバス」実証運行実施
  - 4月1日 「うるおい」ダイヤ改正
  - 12月1日 「マリン」実証運行開始、「みなバス」ダイヤ改正
- 2014年3月31日 「Cバス」運行終了
- 2015年
  - 1月5日 - 「うるおい」ダイヤ改正
  - 4月1日 - 「なのはな」「やまぼうし」実証運行開始
  - 12月1日 - 「マリン」本格運行開始
- 2017年
  - 4月1日 - 「なのはな」「やまぼうし」本格運行開始
  - 11月6日 - 「ぐるっとふじ（夜ルート）」運行開始
- 2018年8月1日「てんまーる」実証運行開始
- 2019年
  - 7月1日 - 「てんまーる」本格運行開始
  - 8月1日 - 「しおかぜ」ふじのくに田子の浦みなと公園に乗り入れ開始
  - 12月2日 - 「おぐるま」実証運行開始
- 2020年
  - 10月1日 - 「自主運行バスふじかぐやの湯線」運行開始
  - 10月7日 - 「伝法地区おでかけバス」実証運行開始
- 2021年
  - 4月1日 - 「おぐるま」ダイヤ改正
  - 8月1日 - 「てんまーる」マックスバリュ富士厚原店を停留所に追加
  - 10月1日 - 「自主運行バスふじかぐやの湯線」ダイヤ改正
  - 12月1日 - 「おぐるま」本格運行開始
- 2022年
  - 4月4日 - 「ひまわりバス」ダイヤ改正
  - 10月1日 - 「ふじかわ」実証運行開始、4ヶ所の停留所を追加
- 2023年
  - 9月27日 - 「伝法地区おでかけバス」実証運行終了

## 路線

### ひまわりバス（富士ひまわり線）
市が富士急静岡バスに運行を委託。
吉原中央駅起点と富士駅起点の路線がある。どちらも月 - 土運行、運賃は200円である。当初は「ひまわり」と呼称していたが、その後、「ひまわり」と「ひまわりバス」の呼称が混在し、現在は「ひまわりバス」と呼称される。

#### 吉原中央駅循環
- 吉原中央駅を起点として、午前コース、午後コースで運行されている。国久保 - 今泉 - 吉原 - 青島の吉原地区を循環する。富士市役所・岳南電車岳南線（吉原本町駅、本吉原駅）・大型商業施設・市立中央図書館などを含む路線となっている。市民から募集したデザインをあしらった専用車両（ワゴン車[3]）で運行されている。2022年4月4日にダイヤ改正を行った。午前と午後でルートが異なる。

#### 富士駅循環
- JR富士駅を起点として、一部のルートが違っている青コース・赤コースの2路線で運行されている。富士地区を循環し、学校（富士高校・富士中央小学校）・富士商店街・病院・富士郵便局などを接続する。2022年4月4日にダイヤ改正を行い、東コースと西コースにリニューアルされた。専用デザインをまとった車両で運行している（日野・ポンチョ）[4]。

### まちなか循環バス「ぐるっとふじ」
市が富士急静岡バスに運行を委託。
- S213・S214 （夜ルート）：吉原中央駅 - 富士市役所 - 富士中央病院 - 富士駅前 - 下横割 - 新富士駅 - 富士中央病院 - 富士市役所 - 裁判所前 - 吉原中央駅
  - 夜ルートのみ富士市コミュニティバス路線となっている[5]。2017年11月6日に運行開始。

### 田子浦地区コミュニティバス「しおかぜ」
市が石川タクシー富士に運行を委託。
- 路線バスの廃止を受けて、運行を開始。JR富士駅とJR新富士駅を結び、新富士駅を起点として田子浦地区を循環する。田子浦まちづくりセンターや、学校、スーパー、病院などを含む路線となっている。月 - 土運行、運賃は200円である。

### 富士南地区コミュニティバス「みなバス」
市が石川タクシー富士に運行を委託。
- もともと地域を通る路線バスがなく、公共交通空白地域となっていたため、運行を開始。JR富士駅を起点として、富士南地区を循環し、新富士駅へ至る。まちづくりセンターや、学校、スーパー、病院などを含む路線となっている。月 - 土運行、運賃は200円である。

### 岩松北地区コミュニティバス「こうめ」
市が石川タクシー富士に運行を委託。
- 路線バス（岩本山団地線）の廃止を受けて運行を開始。JR富士駅と岩本山公園を結ぶ。朝夕と昼間とでルートが異なる。2010年4月に運行をサポートする岩松北地区コミュニティ交通協議会が設立された。月 - 土運行、運賃は300円。

#### オレンジコース
- 柚木を経由する。

#### グリーンコース
- 松本、竪堀駅入口を経由する。

### 吉原・富士駅北地区コミュニティバス「うるおい」
市が石川タクシー富士に運行を委託。
- JR富士駅と富士急静岡バス吉原中央駅との連携強化、公共交通空白地域の解消をめざし、運行を開始。富士急静岡バス吉原中央駅とJR富士駅を結び、途中、公会堂、学校、スーパーマーケット、病院等を経由する。朝夕と昼間とでルートが異なる。月 - 土運行、運賃は200円。

#### 直行ルート
- 朝夕に運行。

#### 巡回ルート
- 昼間に運行。

### モーニングシャトル
市が石川タクシー富士に運行を委託。
- 富士急静岡バス吉原中央駅出発、JR新富士駅経由、JR富士駅行き。朝1便のみ運行する。月 - 土運行、運賃は200円。

### 吉永北地区コミュニティバス「なのはな」
市が石川タクシー富士に運行を委託。
- 桑崎発陽光台・石井入口・今宮・神戸経由富士東高校行。朝2便の運行。平日月-金運行。祝日とお盆期間、年末年始は全便運休。運賃は1乗車250円。
- 日中はデマンドタクシー「なのはな」が運行されている。

### 富士市自主運行バスふじかぐやの湯線
市が富士急静岡バスに運行委託。
- 吉原中央駅と駿河台・茶の木平・富士総合運動公園を経由しふじかぐやの湯を結ぶ路線。PASMOなどの交通系ICカードでの支払い可能。
- 系統番号はS5631（S352）。
- ふじかぐやの湯休館日は全便新東名北発着となる。
- 吉原中央駅行の始発便は新東名北発となる。この便は土日祝・お盆期間（8/13-8/15）・年末年始は運休。

### 神戸地区デマンド型乗合タクシー「やまぼうし」
市が石川タクシー富士に運行を委託。
- 自宅と停車場、停車場と停車場を結ぶ区域運行で、利用には事前に市役所に会員登録が必要。毎日運行、運賃は神戸1・2地区の住民は350円（今宮公会堂またはセブンイレブン富士今宮店での乗降時は450円）、今宮地区の住民は450円（今宮公会堂またはセブンイレブン富士今宮店での乗降時は350円）。一部停留所は「なのはな」と重複。

### 大淵富士本地区デマンドタクシー「こぶし」
市が富士交通に運行を委託。
- デマンド型乗合タクシー。路線バス（富士本循環線）の廃止を受けて運行を開始。富士本地区の自宅と中野周辺の指定の停車場を結ぶ区域運行で、利用には事前に市役所に会員登録が必要。毎日運行、運賃は500円。

### 原田地区デマンドタクシー「ほたる」
市がシンフジハイヤーに運行を委託。
- デマンド型乗合タクシー。公共交通の空白地域となっているため、運行を開始。原田地区の自宅と停車場を結ぶ区域運行で、まちづくりセンター、病院、スーパー等が停車場に指定され、うち原田駅前バス停や吉永バス停から岳南電車や路線バスに乗り換えることが可能。利用には事前に市役所に会員登録が必要。毎日運行、運賃は200円。

### 吉永地区デマンドタクシー「かぐや」
市がシンフジハイヤーに運行を委託。
- デマンド型乗合タクシー。公共交通の空白地域となっているため、運行を開始。吉永地区の自宅と停車場を結ぶ区域運行で、まちづくりセンター、病院、スーパー等が停車場に指定され、うち原田駅前バス停や吉永バス停から岳南電車や路線バスに乗り換えることが可能。利用には事前に市役所に会員登録が必要。毎日運行、運賃は200円。

### 丘地区デマンドタクシー「おかタク」
市が鷹岡タクシーに運行を委託。
- デマンド型乗合タクシー。「おかバス」から移行して運行を開始。自宅と停車場、停車場と停車場を結ぶ区域運行で、利用には事前に市役所に会員登録が必要。毎日運行、運賃は300円。「おかタク」のみ富士市民であればだれでも乗車可能（その他のデマンドタクシーは不可）。

### 天間地区デマンドタクシー「てんまーる」
市が鷹岡タクシーに運行を委託。
- デマンド型乗合タクシー。自宅と停車場、停車場と停車場を結ぶ区域運行で、利用には事前に市役所に会員登録が必要。毎日運行、運賃は400円。

### 元吉原地区デマンドタクシー「マリン」
市がトンボ交通に運行を委託。
- 公共交通の空白地域となっているため、実証運行を開始。自宅と停車場、停車場と停車場を結ぶ。駅、バス停、まちづくりセンター、病院、スーパー等が停車場に指定され、JRや岳南電車、路線バスに乗り換えることが可能。利用には事前に市役所に会員登録が必要。毎日運行、運賃は300円から。

### 吉永北地区デマンドタクシー「なのはな」
市が石川タクシー富士に運行を委託。
自宅と停車場を結ぶ。駅、バス停、まちづくりセンター、病院、スーパー等が停車場に指定され、富士見台団地で路線バスに乗り換えることが可能。利用には事前に市役所に会員登録が必要。
- 間門町・桑崎町・石井町・鵜無ヶ渕町・陽光台東西南地区の住民は1乗車500円、富士市森林墓園または勢子辻ひのきの家に行く場合は1乗車1,000円となる。
- 勢子辻地区の住民は1乗車1,000円。富士市森林墓園に行く場合は500円となる。
- 平日朝はコミュニティバス「なのはな」が運行されている。
- 15時台は運行されていない。

### 松野地区デマンドタクシー「おぐるま」
市が岳南タクシーに運行を委託。
2019年12月2日運行開始。2年間の実証運行を経て2021年12月1日より本格運行へ移行。
- 6・7・18～20時台は1時間に1便、8～17時台は30分に1便となっている。
- 地区内利用は1乗車300円。小学生は半額。未就学児は無料。また、回数券を販売している。
- 利用には事前に市役所に会員登録が必要。松野地区の住民のみ対象。
- おぐるまと山梨交通の路線バス間での乗り継ぎの際には割引券がもらえる。

### 富士川地区デマンドタクシー「ふじかわ」
市が岳南タクシーに運行を委託。
2022年10月1日に運行開始。2年間の実証運行を予定している。富士川地区をカバーしている（かぎあな区を除く）。自宅と停車場を結ぶ。停車場の一部は岩松地区にも設置されている。
- 8・17・18時台は1時間に1便、9～16時台は30分に1便となっている。
- 地区内利用は1乗車400円。地区外利用は1乗車500円。小学生は半額。未就学児は無料。また、回数券を販売している。
- 利用には事前に市役所に会員登録が必要。富士川地区の住民のみ対象。
- ふじかわと山梨交通の路線バス間での乗り継ぎの際には割引券がもらえる。

## 運行実績
| 名称           | 2009年度総数 | 2009年度平均 | 2010年度総数 | 2010年度平均 |
| -------------- | ------------ | ------------ | ------------ | ------------ |
| ひまわりバス   | -            | -            | -            | -            |
| しおかぜ       | -            | -            | 10,331       | 4.4          |
| みなバス       | -            | -            | 10,045       | 5.7          |
| こうめ         | 10,384       | 4.2          | 10,232       | 4.4          |
| おかバス※1     | 1,459        | 1.4          | 4,095        | 2.0          |
| ナイトシャトル | -            | -            | 4,787        | 6.6          |
| Cバス※1        | 1,554        | 2.3          | 4,225        | 2.0          |
| うるおい※2     | -            | -            | 2,543        | 2.7          |
| こぶし※1       | 364          | 1.3          | 907          | 1.3          |
| ほたる※2       | -            | -            | 57           | 1.1          |
| かぐや※2       | -            | -            | 181          | 1.1          |

総数：その年度の利用者総数、平均：その年度の１便/１車あたりの利用者数、※1：2009年度中に運行開始、※2：2010年度中に運行開始

## 実験運行を行った路線

### 東田子アクセスバス
須津・浮島地区の「JR東田子の浦駅へのバス需要」の把握を目的として、2011年6月15日 - 7月14日と2011年11月1日 - 2012年1月31日に実験運行を実施。

### 東田子の浦駅 - 岳南江尾駅シャトルバス
JR東田子の浦駅と岳南江尾駅を結ぶシャトルバス。料金は100円。岳南電車から乗り継ぐと無料になり、岳南電車へ乗り継ぐと運賃が100円引きとなる。また、岳南電車の岳南江尾駅を含む定期券を提示した場合も無料となる。2012年6月1日 - 10月31日に実験運行を実施。

### 伝法地区おでかけバス
2020年10月7日～2023年9月27日にかけて実証運行を実施。石川タクシー富士に委託。伝法地区内の8か所の停留所とクロスガーデンを結んでいた路線。事前予約制・1日2便で、運賃は片道100円だった。定路線から途中で区域運行に変更された。また、高齢者の買い物需要を見込んでボランティアガイドを添乗させていたが途中で廃止となった。アンケート調査の結果を踏まえてリニューアルを行ったが、利用増はならず本格運行とならなかった。

## かつて運行していた路線

### 「ふじ丸」
バスターミナルである吉原中央駅と東海道本線（富士駅）、東海道新幹線（新富士駅）、岳南線（吉原本町駅）を接続する路線として富士市からの委託を受け、2006年（平成18年）10月28日から運行を開始した。循環路線である、あおコースとみどりコースと、吉原中央駅と新富士駅を結ぶシャトルあかコースの3路線が運行された。最大1年間の試験運行であったため、2007年（平成19年）9月30日をもって運行を終了している。

### 丘地区コミュニティバス「おかバス」
市が石川タクシー富士に運行を委託。
- もともと路線バスがなく、公共交通空白地域となっていたため、実証運行を開始。JR入山瀬駅を起点とし、同一ルートのみどりコース、あおコースの双方向で運行されていた。丘まちづくりセンターや学校、スーパー、病院などを含む路線となっていた。月 - 土運行、運賃は200円。2011年10月31日実証運行終了し、デマンドタクシーの「おかタク」に移行した。

### Cバス
市が信興バスに運行を委託。
- 富士川地域と富士市街地を結ぶ。旧富士市と旧富士川町の合併により、両地区のアクセス強化のため運行が開始された。高速道路上を運行する珍しいコミュニティバス。毎日運行、運賃は300円。2009年12月1日 - 2014年3月31日に運行していた。

### 東田子アクセスバス
市が富士急静岡バスに運行を委託。
- 朝夕3便ずつ、浮島まちづくりセンターとJR東田子の浦駅を結ぶ。月 - 金運行、運賃は200円。回数券のほか、1ヶ月フリーパス（定期券）も販売していた。2013年4月1日 - 2014年3月31日に実証運行していた。

### ナイトシャトル
市が石川タクシー富士に運行を委託。
- 富士急静岡バス吉原中央駅、JR新富士駅、JR富士駅間を結ぶ夜間運行バス。先述の「ふじ丸」の実験終了後、夜間運行希望が多かったため、運行を開始した。月 - 金運行、運賃は200円。